# فرودگاه شهری استینسون
فرودگاه شهری استینسون (به انگلیسی: Stinson Municipal Airport) (به زبان بومی: Stinson Field) یک فرودگاه همگانی و Municipal با کد یاتا SSF است که یک باند فرود آسفالت دارد. این فرودگاه در شهر سن‌آنتونیو کشور ایالات متحده آمریکا قرار دارد و در ارتفاع ۱۷۵٫۹ متری از سطح دریا واقع شده است.